# Taran Grant
Taran Grant (* 18. März 1972) ist ein kanadischer Herpetologe und Hochschullehrer, der seit 1994 im Ausland, insbesondere in den Vereinigten Staaten, in Kolumbien und in Brasilien, tätig ist.

## Leben
Grant schrieb sich 1994 an der Universidad del Valle in Cali, Kolumbien, ein, wo er 1998 seinen Bachelor-Abschluss machte. Im selben Jahr wechselte er an die Columbia University in New York City, wo er bis 2004 ein Spezialisierungsstudium in Umweltpolitik absolvierte und 2005 mit der Dissertation The Phylogeny of Poison Dart Frogs (Amphibia: Anura: Dendrobatidae) unter der Leitung von Darrel R. Frost zum Ph.D. in Ökologie und Evolutionsbiologie promoviert wurde. Im selben Zeitraum hatte er ein gemeinsames Forschungsstipendium für das American Museum of Natural History (AMNH) und das Center for Environmental Research and Conservation. In seiner Postdoc-Phase erhielt er ein Stipendium für Computationale Biologie am AMNH, wo er von Ward C. Wheeler betreut wurde. 2007 wurde er Professor in der Fakultät für Biowissenschaften an der Pontifícia Universidade Católica do Rio Grande do Sul (PUCRS) in Porto Alegre. Seit 2011 ist er Professor in der Abteilung für Zoologie des Instituts für Biowissenschaften an der Universidade de São Paulo (IBUSP) und stellvertretender Kurator für Amphibien am Museu de Zoologia da Universidade de São Paulo (MZUSP).
Er ist zudem leitender Redakteur des South American Journal of Herpetology, das von der Sociedade Brasileira de Herpetologia herausgegeben wird. Sein Forschungsschwerpunkt liegt auf der Evolution der Amphibienvielfalt, wobei sich der Großteil seiner empirischen Arbeit auf Brasilien und Kolumbien konzentriert. Er interessiert sich jedoch auch für Schlangen. Gemeinsam mit Studierenden und Fachkollegen erforscht er die Evolution der Amphibienvielfalt aus diversen Perspektiven, von der Theorie und Umsetzung phylogenetischer Erkenntnisse bis hin zur Wanderungen von Kröten und Fröschen, der Biologischen Invasion des Nordamerikanischen Ochsenfroschs (Lithobates catesbeianus) und der Entwicklung der chemischen Verteidigung.

## Dedikationsnamen
2006 benannten Philippe J. R. Kok und seine Kollegen die Froschart Allobates granti zu Ehren von Taran Grant.

## Erstbeschreibungen von Taran Grant
- Adelphobates Grant, Frost, Caldwell, Gagliardo, Haddad, Kok, Means, Noonan, Schargel & Wheeler, 2006
- Allobates melanolaemus (Grant & Rodriguez, 2001)
- Allobates niputidea Grant, Acosta-Galvis & Rada, 2007
- Allobatinae Grant, Frost, Caldwell, Gagliardo, Haddad, Kok, Means, Noonan, Schargel & Wheeler, 2006
- Anomaloglossinae Grant, Frost, Caldwell, Gagliardo, Haddad, Kok, Means, Noonan, Schargel & Wheeler, 2006
- Anomaloglossus Grant, Frost, Caldwell, Gagliardo, Haddad, Kok, Means, Noonan, Schargel & Wheeler, 2006
- Anomaloglossus apiau Fouquet, Souza, Nunes, Kok, Curcio, Carvalho, Grant & Rodrigues, 2015
- Anomaloglossus tepequem Fouquet, Souza, Nunes, Kok, Curcio, Carvalho, Grant & Rodrigues, 2015
- Aromobatidae Grant, Frost, Caldwell, Gagliardo, Haddad, Kok, Means, Noonan, Schargel & Wheeler, 2006
- Aromobatinae Grant, Frost, Caldwell, Gagliardo, Haddad, Kok, Means, Noonan, Schargel & Wheeler, 2006
- Colostethus lynchi Grant, 1998
- Colostethus ucumari Grant, 2007
- Cycloramphus heyeri Segalla, Berneck, Canedo, Caramaschi, Cruz, Garcia, Grant, Haddad, Lourenço, Mângia, Mott, Nascimento, Toledo, Werneck & Langone, 2021
- Duttaphrynus Frost, Grant, Faivovich, Bain, Haas, Haddad, de Sá, Channing, Wilkinson, Donnellan, Raxworthy, Campbell, Blotto, Moler, Drewes, Nussbaum, Lynch, Green & Wheeler, 2006
- Ectopoglossus Grant, Rada, Anganoy-Criollo, Batista, Dias, Jeckel, Machado & Rueda-Almonacid, 2017
- Ectopoglossus absconditus Grant, Rada, Anganoy-Criollo, Batista, Dias, Jeckel, Machado & Rueda-Almonacid, 2017
- Ectopoglossus astralogaster (Myers, Ibáñez, Grant & Jaramillo, 2012)
- Ectopoglossus atopoglossus (Grant, Humphrey & Myers, 1997)
- Ectopoglossus confusus (Myers & Grant, 2009)
- Ectopoglossus isthminus (Myers, Ibáñez, Grant & Jaramillo, 2012)
- Ectopoglossus saxatilis Grant, Rada, Anganoy-Criollo, Batista, Dias, Jeckel, Machado & Rueda-Almonacid, 2017
- Feihyla Frost, Grant, Faivovich, Bain, Haas, Haddad, de Sá, Channing, Wilkinson, Donnellan, Raxworthy, Campbell, Blotto, Moler, Drewes, Nussbaum, Lynch, Green & Wheeler, 2006
- Hyloscirtus diabolus Rivera-Correa, García-Burneo & Grant, 2016
- Hyloxalinae Grant, Frost, Caldwell, Gagliardo, Haddad, Kok, Means, Noonan, Schargel & Wheeler, 2006
- Hyloxalus alessandroi (Grant & Rodriguez, 2001)
- Hyloxalus fascianigrus (Grant & Castro-Herrera, 1998)
- Hyloxalus jhoncito Anganoy-Criollo, Viuche-Lozano, Enciso-Calle, Bernal-Bautista & Grant, 2022
- Hyloxalus saltuarius (Grant & Ardila-Robayo, 2002) Person
- Ikakogi ispacue Rada, Dias, Peréz-González, Anganoy-Criollo, Rueda-Solano, Pinto-E., Mejía Quintero, Vargas-Salinas & Grant, 2019
- Ingerophrynus Frost, Grant, Faivovich, Bain, Haas, Haddad, de Sá, Channing, Wilkinson, Donnellan, Raxworthy, Campbell, Blotto, Moler, Drewes, Nussbaum, Lynch, Green & Wheeler, 2006
- Leucostethus Grant, Rada, Anganoy-Criollo, Batista, Dias, Jeckel, Machado & Rueda-Almonacid, 2017
- Leucostethus siapida Grant & Bolívar-García, 2021
- Melanophryniscus setiba Peloso, Faivovich, Grant, Gasparini & Haddad, 2012
- Poyntonophrynus Frost, Grant, Faivovich, Bain, Haas, Haddad, de Sá, Channing, Wilkinson, Donnellan, Raxworthy, Campbell, Blotto, Moler, Drewes, Nussbaum, Lynch, Green & Wheeler, 2006
- Rheobates Grant, Frost, Caldwell, Gagliardo, Haddad, Kok, Means, Noonan, Schargel & Wheeler, 2006
- Rhinella paraguas Grant & Bolívar-Garcías, 2014
- Rhinella ruizi (Grant, 2000)
- Sachatamia electrops Rada, Jeckel, Caorsi, Barrientos, Rivera-Correa & Grant, 2017
- Serranobatrachus Arroyo, Targino, Rueda-Solano, Daza-R. & Grant, 2022
- Silverstoneia Grant, Frost, Caldwell, Gagliardo, Haddad, Kok, Means, Noonan, Schargel & Wheeler, 2006
- Silverstoneia dalyi Grant & Myers, 2013
- Silverstoneia gutturalis Grant & Myers, 2013
- Silverstoneia minima Grant & Myers, 2013
- Silverstoneia minutissima Grant & Myers, 2013
- Silverstoneia punctiventris Grant & Myers, 2013
- Synophis plectovertebralis Sheil & Grant 2001
- Vandijkophrynus Frost, Grant, Faivovich, Bain, Haas, Haddad, de Sá, Channing, Wilkinson, Donnellan, Raxworthy, Campbell, Blotto, Moler, Drewes, Nussbaum, Lynch, Green & Wheeler, 2006